# Moray (Inka)
Koordinaten: 13° 19′ 45,31″ S, 72° 11′ 47,19″ W

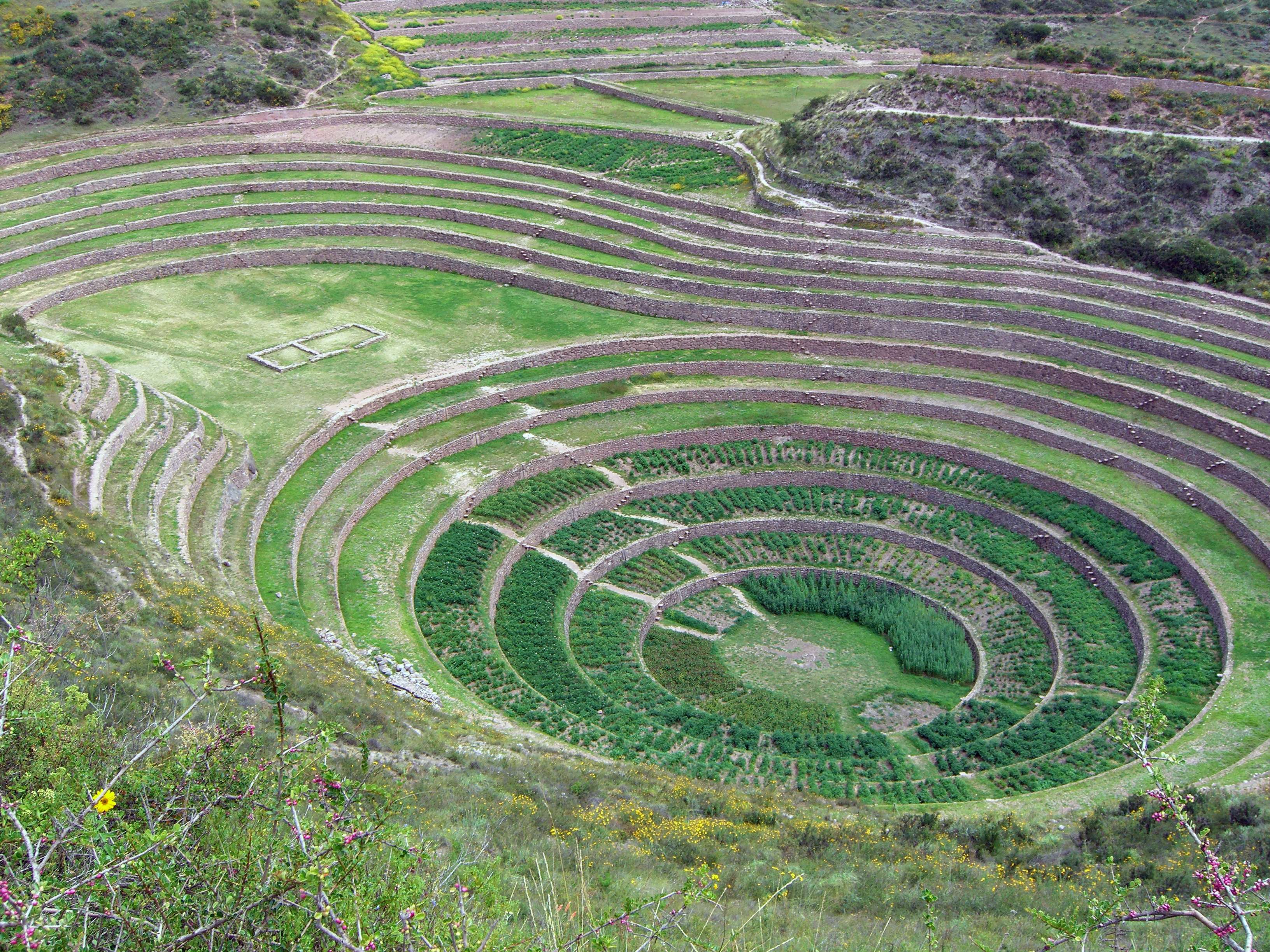
Die Doline Qechuyoq

Die Inka-Anlage Moray ist eine Anlage, bestehend aus mehreren Terrassen in verschiedenen Höhen. Sie wurde in drei größeren natürlichen Dolinen verschiedener Tiefe errichtet. Die mit über 70 Metern tiefste Doline, deren unterste 28 Meter mit Terrassen versehen sind, heißt Qechuyoq. Die ersten sieben Terrassen, die ungefähr 15 Meter überspannen, sind konzentrisch angeordnet. Die achte Terrasse bricht in nordwestlicher Richtung aus dem Schema aus und verbreitert hier die Anbaufläche auf der siebten Terrasse. Die restlichen Terrassen folgen dem Verlauf der achten. Bis auf in der größten Senke sind die Anlagen konzentrisch und kreisförmig. Bis vor 50 Jahren wurden auf dem Gelände Kartoffeln und Gerste angebaut. Durch die Terrassierung und die Anordnung im Rund ergibt sich eine Überlagerung des Makroklimas mit etlichen, für jede Terrasse verschiedenen Mikroklimaten. Möglicherweise diente Moray den Inka als Agrarversuchsfeld zum Studium des Einflusses dieser Mikroklimate auf den Pflanzenwuchs.

## Lage
Moray ist in ein Kalkstein-Plateau eingebettet, das ungefähr 3500 Meter über dem Meeresspiegel, vier Kilometer westlich des Dorfes Maras und 32 km nordwestlich von Cusco, erhöht über dem Tal Valle Sagrado des Rio Urubamba liegt. Im Südwesten der Anlage liegt der 4100 Meter hohe Wayñunmarka.

## Bewässerungssystem
Aus einer wasserführenden Schicht des Wayñunmarka speiste sich bis vor 50 Jahren, als das Wasser für die Wasserversorgung von Maras umgeleitet wurde, auch die Wasserversorgung der Anlage. Bis heute ist das Bewässerungssystem der Anlage klar zu erkennen. Das Wasser trat am südlichen Ende der Anlage ein und wird über ein ausgeklügeltes Kanalsystem, das auch ein Aquädukt umfasst, in die verschiedenen Teile geleitet. Das Kanalsystem verteilt das Wasser in Stufen. Die Hauptkanäle, die sogenannten Paqcha, leiten das Wasser bis zum höchsten Punkt einer jeden Terrasse. Von dort aus verteilen weitere Kanäle das Wasser bis zur tiefsten Stelle einer jeden Terrasse im Norden. Weitere Kanäle versuchen den unerwünschten Wasserverlust möglichst zu eliminieren.